# Osibisa
Gli Osibisa sono un gruppo musicale britannico fondato nel 1969 da tre africani e quattro caraibici.
Il loro stile può considerarsi come una sorta di fusione tra musica africana, disco music, rock, soul, reggae e rhythm and blues. Furono noti soprattutto negli anni settanta.

## Storia del gruppo
Gli Osibisa furono tra i primi gruppi africani di afro-rock e di World Music ad essere noti a livello mondiale. Gli Osibisa vennero fondati a Londra nel 1969, da quattro espatriati africani, i tre ghanesi Sol Amarfio (batteria), Teddy Osei (voce, sax) e suo fratello Mac Tontoh (Kweku Adabanka Tonto, tromba) e il nigeriano Loughty Amao (percussioni), e da tre musicisti caraibici, il trinidadiano Robert Bailey (tastiere), l'antiguo-barbudano Wendell Richardson (voce, chitarre) e il grenadino Spartacus R (basso); in seguito entrarono nel gruppo Darko Adams e Kiki Djan. 
Il gruppo nacque su iniziativa di Teddy Osei, giunto in Gran Bretagna per motivi di studio, che nel suo paese era sassofonista nei Comets e che a Londra nel 1969 registrò musiche per film con Sol Amarfio e insieme a lui e al fratello, conosciuto Wendell Richardson diedero vita al nucleo degli Osibisa. Il nome del gruppo deriva da una danza tipica della tribù ghanese degli Akan.

## Formazione attuale
- Teddy Osei: sassofono.[5]
- Colin Graham: tromba.
- Kofi Ayivor: percussioni.
- Sol Amarfio: batteria.
- Bessa Simons: tastiere.
- Kwame Yeboah: tastiere.
- Chris Jerome: tastiere.
- Kari Bannerman: chitarre.
- Victor Mensah: basso.
- Gregg Kofi Brown: basso, chitarre.

## Discografia parziale

### Album
- 1971 - Osibisa
- 1971 - Woyaya
- 1972 - Heads
- 1973 - Best of Osibisa
- 1973 - Superfly TNT Soundtrack
- 1973 - Happy Children
- 1974 - Osibirock
- 1975 - Welcome Home
- 1976 - Ojah Awake
- 1977 - Black Magic Night: Live at the Royal Festival Hall
- 1980 - Mystic Energy
- 1981 - African Flight
- 1983 - Unleashed
- 1989 - Movements
- 1992 - Africa We Go Go
- 1992 - Uhuru
- 1992 - The Warrior
- 1992 - Ayiko Bya
- 1992 - Jambo
- 1992 - Gold
- 1992 - Criss Cross Rhythms
- 1994 - Celebration: The Best of Osibisa
- 1994 - The Very Best of Osibisa
- 1997 - Monsore
- 1997 - Hot Flashback Volume 1
- 1997 - Sunshine Day: The Very Best of Osibisa
- 1997 - The Ultimate Collection (2 CD)
- 1998 - Live At Croperdy
- 1999 - The Best of Osibisa
- 2001 - Aka Kakra
- 2001 - Best of Vol.1
- 2002 - Millennium Collection
- 2002 - Best of Osibisa
- 2003 - African Dawn, African Flight
- 2003 - Very Best of Osibisa
- 2004 - Wango Wango
- 2005 - Blue Black Night
- 2008 - Selected Works
- 2008 - Sunshine Day: The Hits
- 2009 - Osee Yee
- 2009 - The Very Best of Osibisa